# Conte di Merano
Nella nobiltà austriaca, Conte di Merano (Graf von Meran) è un titolo ereditario di un ramo morganatico della famiglia imperiale degli Asburgo.

## Storia

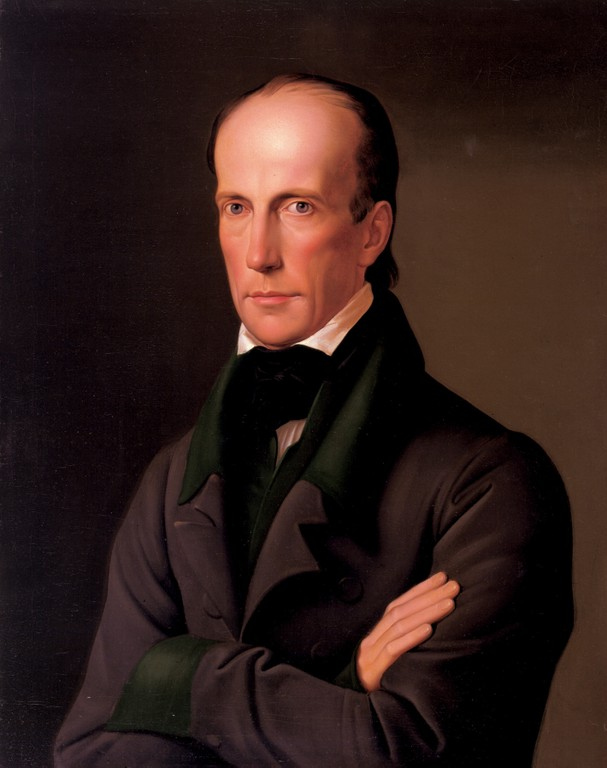
Giovanni d'Asburgo-Lorena, arciduca d'Austria e primo conte di Merano

La concessione del titolo è strettamente legata ad un evento insolito all'interno della casata imperiale degli Asburgo, ovvero il matrimonio morganatico dell'arciduca Giovanni d'Asburgo-Lorena con la figlia di un maestro di posta locale, Anna Plochl. Il 4 luglio 1834, Anna Plochl ottenne una prima nobilitazione personale per affiancare degnamente il marito e gli venne concesso il titolo di "baronessa di Brandhofen", titolo che venne inserito nelle matricole nobiliari di Carinzia (17 settembre 1839), Carnia (22 settembre 1840), Tirolo (22 dicembre 1841) ed infine in quella dell'Alta Austria il 24 novembre 1842. Fu l'imperatore Ferdinando I d'Austria, nipote di Giovanni, che alla fine il 29 aprile 1844 gli conferì il titolo di "conte di Merano" elevandone così lo status e rendendo trasmissibile tale titolo anche ai suoi eredi maschi i quali non potevano per ragioni dinastiche portare il cognome "Asburgo-Lorena" come sarebbe loro spettato nel caso di un matrimonio regolare. 

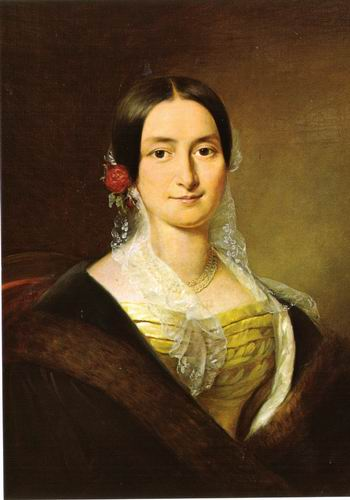
Anna Plochl (1804–1885)

La scelta del titolo venne motivata dal fatto che la famiglia risiedeva stabilmente nel Castello di Scena (acquistato nel 1845), appunto nell'area meranese, ma vi fu anche nel contempo la volontà di rinsaldare i legami con il Tirolo. Con questa concessione, i conti di Merano ottennero un seggio nella Camera dei signori d'Austria. Giovanni poté acquisire una serie di proprietà con la ricca rendita ottenuta come ad esempio l'ex monastero agostiniano di Stainz in Stiria (soppresso nel 1785) che venne tramutato in castello residenziale per sé e per la sua famiglia. Tra il 1841 ed il 1843, Giovanni fece inoltre costruire il Palais Meran a Graz.
Alla morte di Giovanni nel 1859, egli venne succeduto da suo figlio Franz. Tra i discendenti diretti dei conti di Merano vi sono i noti fratelli Nikolaus Harnoncourt, Philipp Harnoncourt, Karl Harnoncourt e Franz Harnoncourt, oltre al politico tedesco Karl-Theodor zu Guttenberg.

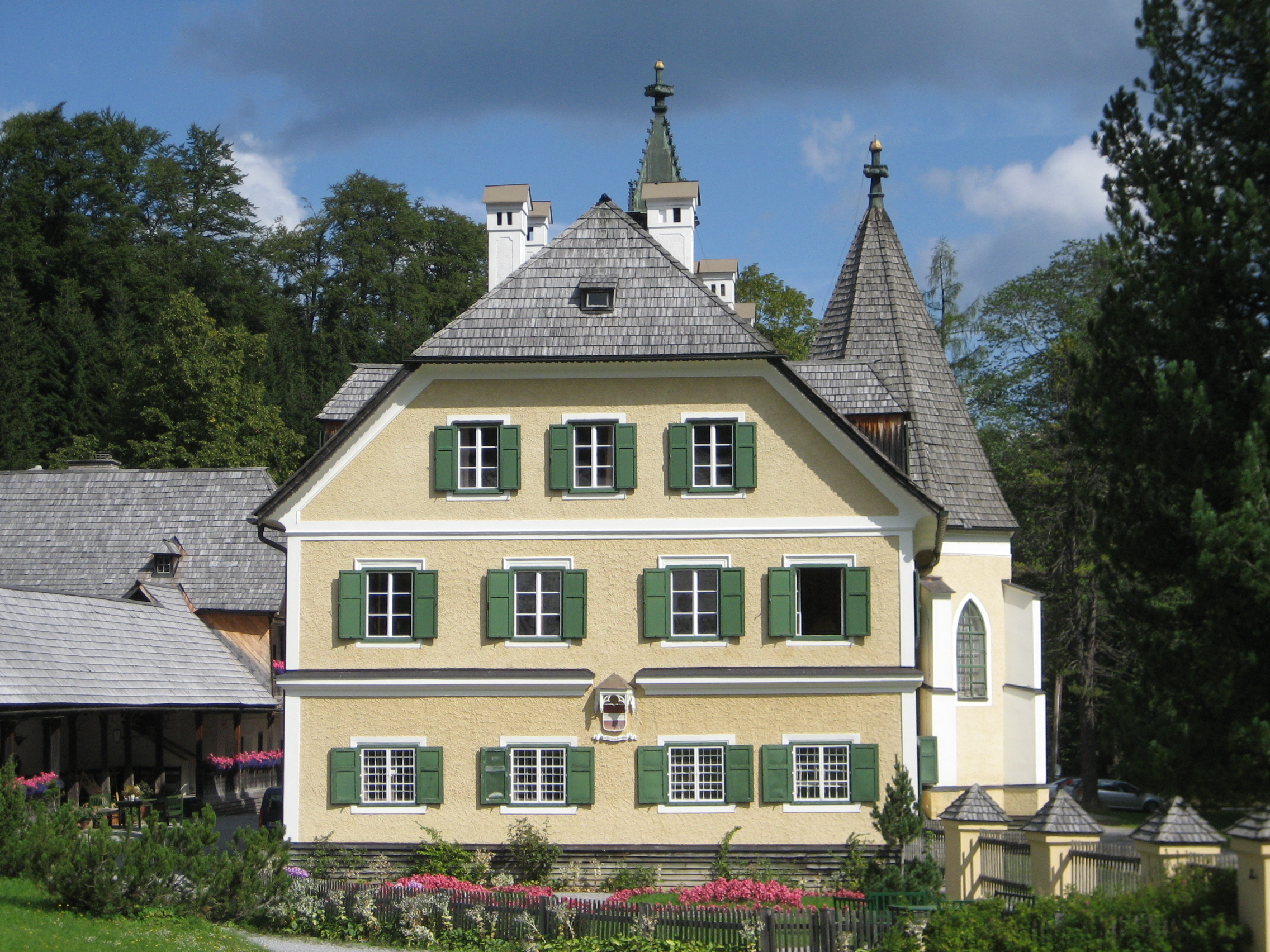
Il Brandhof, in Stiria
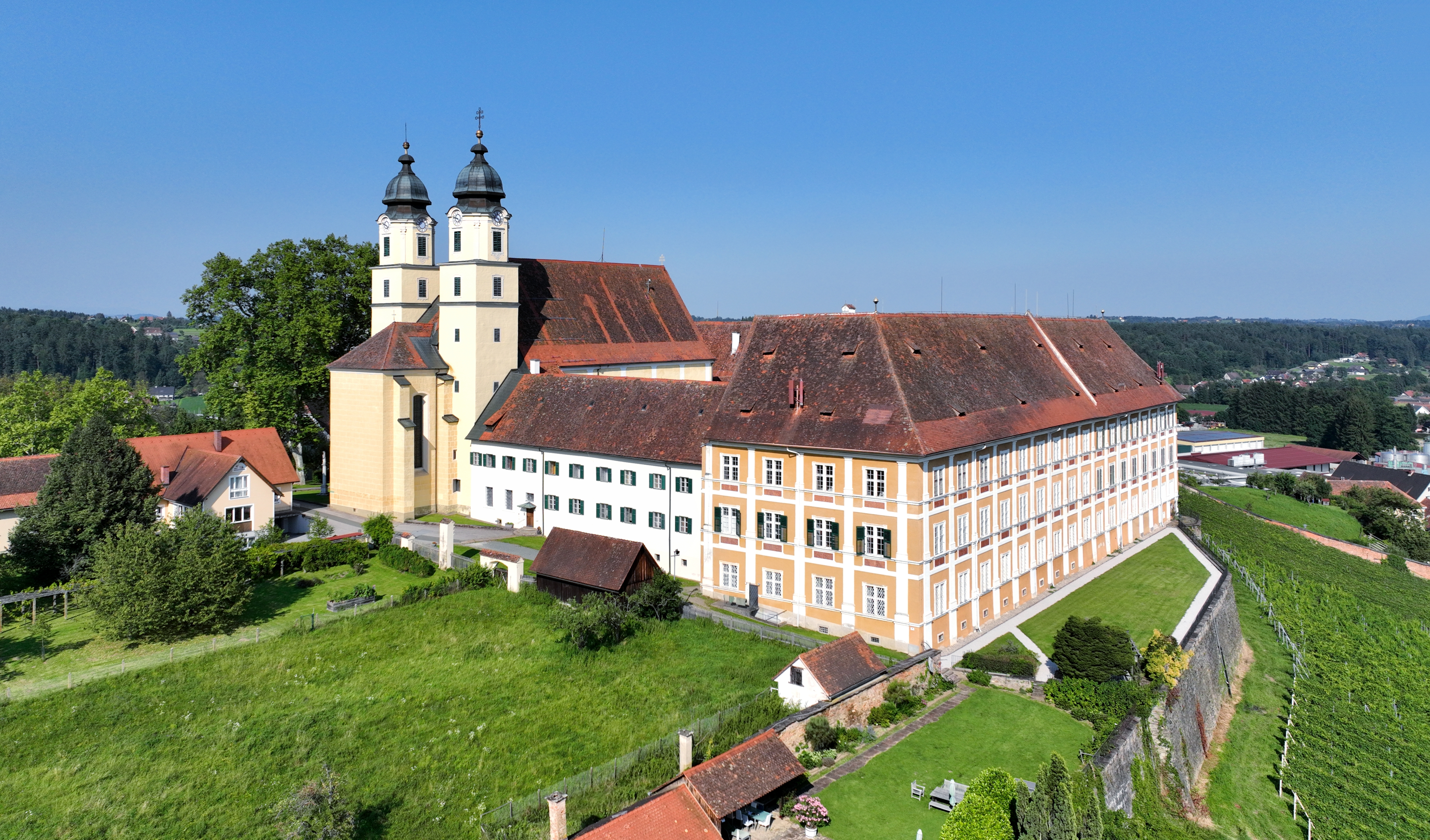
Il Castello di Stainz, Stiria
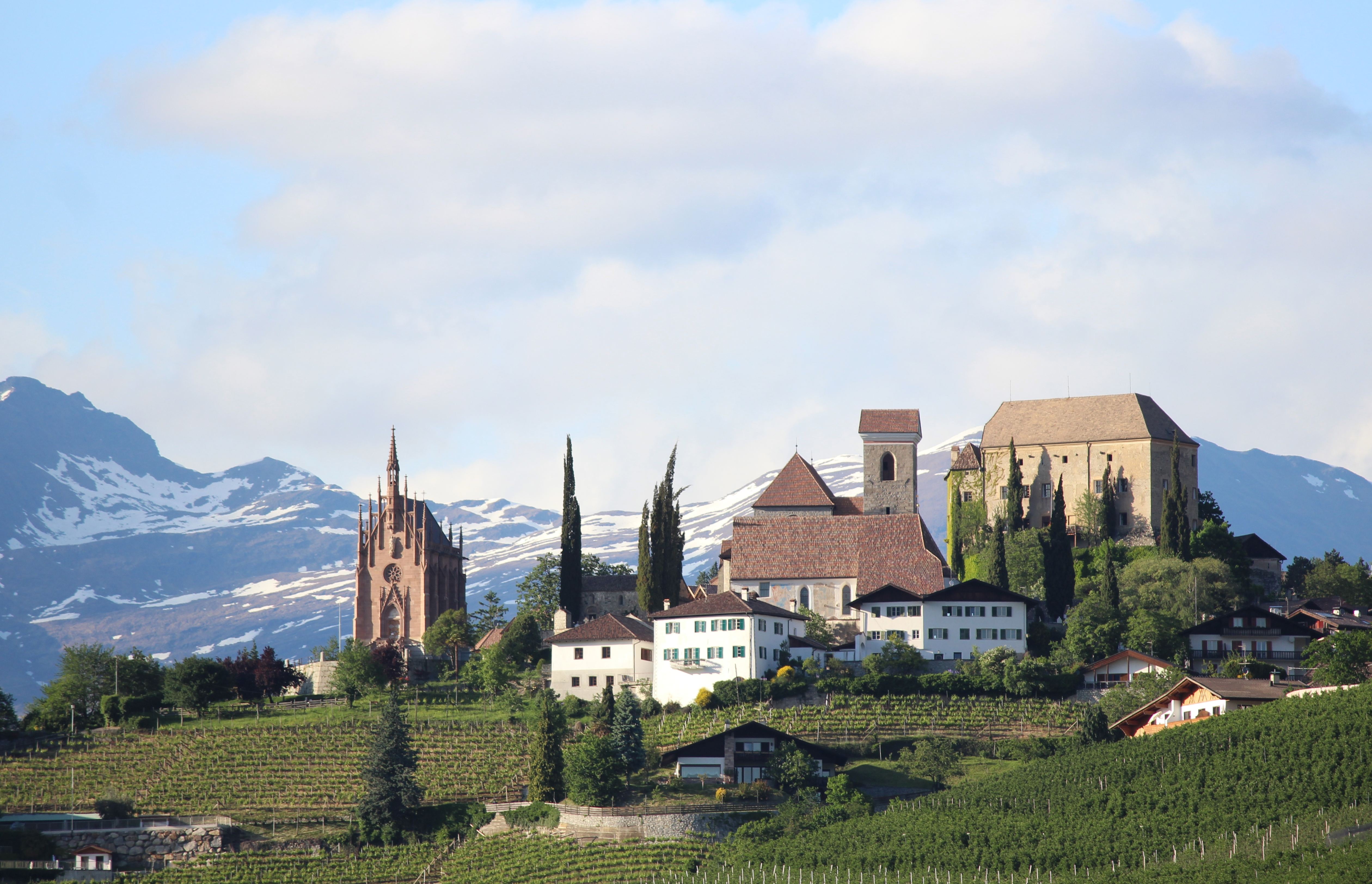
Il Castello di Scena presso Merano con la chiesa parrocchiale ed il Mausoleo dell'arciduca Giovanni

## Stemma

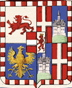
Stemma dei conti di Merano

Lo stemma della famiglia dei conti di Merano venne stabilito già dalla creazione baronale del 1834 e mantenuto per quella comitale di dieci anni dopo, non potendo questa famiglia utilizzare lo stemma imperiale degli Asburgo sulla base delle limitazioni dettate dal matrimonio morganatico tra l'arciduca Giovanni d'Asburgo-Lorena e Anna Plochl.
Esso era composto da uno scudo partito: nel I troncato avente nel I d'argento al leone di rosso passante e nel II d'azzurro all'aquila d'oro; nel II inquartato con nel I e nel IV di rosso alla croce d'argento, nel II e nel III d'azzurro al colle di verde con un castello al naturale. Il tutto con una bordura composta d'argento e di rosso. Sul tutto uno scudetto partito, nel I di rosso alla fascia d'argento (Asburgo), nel II d'argento al leone di rosso, armato, coronato e lampassato di rosso. Sostegni, un'aquila e un capriolo al naturale.

## Conti di Merano

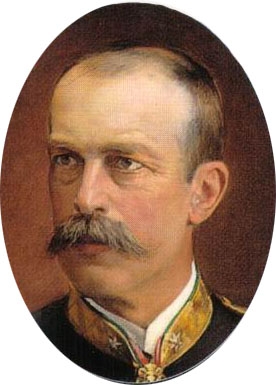
Franz von Meran, secondo conte di Merano

- Giovanni d'Asburgo-Lorena (1782-1859), I conte di Merano
- Franz von Meran (1839-1891), II conte di Merano, figlio del precedente
- Johann Stephan von Meran (1867-1947), III conte di Merano, figlio del precedente
- Franz von Meran (1891-1983), IV conte di Merano, figlio del precedente
- Franz Joseph von Meran (n. 1964), V conte di Merano, nipote del precedente

Erede apparente del ruolo di capofamiglia è il fratello dell'ultimo conte, Friedrich (n. 1965), mentre il titolo comitale spetta a tutti i discendenti diretti dell'arciduca Giovanni.